# Monochamus ochreomarmoratus
Monochamus ochreomarmoratus är en skalbaggsart som beskrevs av Stefan von Breuning 1960. Monochamus ochreomarmoratus ingår i släktet Monochamus och familjen långhorningar. Inga underarter finns listade i Catalogue of Life.